# 諏訪共立病院
諏訪共立病院（すわきょうりつびょういん）は長野県諏訪郡下諏訪町にある社会医療法人南信勤労者医療協会が経営する病院（救急告示病院）である。一般病床44床、地域包括病床12床、回復期リハビリテーション病床54床を備える。社会福祉法に基づく無料定額診療事業を行っている。全日本民主医療機関連合会（民医連）に加盟している。

## 診療科目
- 内科[3]
- 消化器内科（胃腸内科）[3]
- 循環器内科[3]
- 心療内科[3]
- 小児科[3]
- 外科[3]

## 医療機関の指定等
(この節の出典)
- 保険医療機関
- 救急告示医療機関
- 労災保険指定医療機関
- 指定自立支援医療機関（更生医療、育成医療）
- 生活保護法指定医療機関(中国残留邦人等の円滑な帰国の促進並びに永住帰国した中国残留邦人等及び特定配偶者の自立の支援に関する法律（平成６年法律第30号）に基づく指定医療機関を含む。)
- 原子爆弾被害者医療指定医療機関
- 原子爆弾被害者一般疾病医療取扱医療機関
- 無料低額診療事業実施医療機関

## 交通
- JR「下諏訪駅」より徒歩約10分。